# Le Retour des caravelles
As naus
Le Retour des Caravelles (titre original portugais As Naus) est le septième roman de l'écrivain portugais Antonio Lobo Antunes publié en 1988. Après avoir évoqué les années de guerre coloniales, la révolution des Œillets, Lobo Antunes se lance dans un portrait des rapatriés d'Afrique à la suite de la décolonisation.   

## Le roman
Après une guerre coloniale qui a coûté cher au Portugal et finit par provoquer la chute de l'Estado Novo, régime dictatorial, le nouveau régime aux mains des militaires se lance dans la décolonisation. Le plus vieil empire colonial du monde accepte de se séparer de ce qu'il considérait jusqu'alors comme partie intégrante du pays: un empire colonial qu'il avait construit au cours d'une épopée nationale, les grandes découvertes maritimes, devenues mythiques. Les personnages de cette glorieuse aventure sont devenus des héros présents dans l'imaginaire collectif portugais. 
Dans ce roman, Lobo Antunes évoque le retour pathétique de ces colons partis s'installer sur le continent africain. A leur départ, ils étaient des héros, des aventuriers, des missionnaires. Aujourd'hui, ils ont tout perdu. Leur déchéance n'en est que plus cruelle. Le pays les a abandonnés et n'est plus dans les mêmes dispositions envers eux. L'ironie de Lobo Antunes est de donner à ces rapatriés le nom de ces héros mythiques : on retrouve Luis de Camoes, Vasco de Gama, Pedro Alvares Cabral, Fernao Mendes Pinto, vagabondant sur les quais d'une ville qu'ils ne reconnaissent plus : une Lisbonne crasseuse et misérable. 
Encore une fois, Lobo Antunes dénonce à sa manière le discours des puissants qui, pendant des siècles, ont manipulé le peuple: on a fait croire à des chimères aux Portugais, ils se sont fabriqué une histoire mythique, qui a flatté leur égo, enrichi certains, mais surtout provoqué la mort de beaucoup et plongé le pays dans une crise terrible.         